# Súlyfürdő
A súlyfürdő víz alatti kezelés, melynek célja, hogy a gerinc csigolyáinak egymástól való eltávolításával megnyújtsa a gerincoszlopot. Segítségével elérhető, hogy az izmok ellazuljanak, a gerinc megnyúljon, és ennek hatására a porcsérv visszahúzódjon. Ezt több ponton való függesztéssel érik el: a beteg a nyaknál és/vagy karok alatt függesztve lóg a kezelőmedencében, miközben derekára, lábára 2-5 kilogrammos súlyokat helyeznek. A vízben való kezelés fájdalommentes, sőt a víz által keltett felhajtóerő ellazítja a testet. A súlyfürdő a magyar reumatológia egyik legjelentősebb felfedezése. Kezelési metódusa emberek tízezrein segített állapotuk stabilizálásában, és esedékes gerincműtétek elkerülésében.
A súlyfürdő kizárólag orvosi utasításra végezhető, gerinc és porckorong betegségben szenvedőknek ajánlott, valamint izomgörcsök oldására, szalag és izomzsugorodások mérséklésére alkalmazzák. Termálfürdőben hatékonyabb, ugyanis a víz hője és a benne oldódó értékes ásványi anyagok jótékony hatást fejtenek ki.
Nem javasolt rosszindulatú daganat, szív- és érrendszeri panaszok, láz vagy fertőző betegség esetén, heveny mozgásszervi betegségeknél, csigolya-csúszásnál vagy porckorongműtét után legalább 6 hétig.

## Története
Dr. Moll Károly a hévízi gyógytó vizsgálataira alapozva jött rá a víz milyen csodákra képes, Ő alkalmazta Hévízen elsőként a súlyfürdőt víz alatti húzatásos módszerrel. 1953-ban jelentette meg erről szóló tanulmányát, melyben kifejtette tapasztalatait, miszerint a súlyfürdő tóban, fürdés közben való alkalmazása kiválóan alkalmas gerincbetegségek kezelésére. A folyamatot a testre nehezedő hidrosztatikai nyomás is elősegíti. A kezdeti módszert később továbbfejlesztették: a beteget akár három ponton függesztve kezelték.
Moll kutatta többek között a balneológia szívbetegségekre gyakorolt hatását, a baleseti sérüléseket, a kénpakolás hatékonyságát. Legtöbb figyelmét azonban a gerincsérv diagnosztikájának és terápiájának szentelte.